# 马宁·再尼勒
马宁·再尼勒（哈薩克語： 1958年1月—），男，哈萨克族，新疆富蕴人，中华人民共和国政治人物，中国共产党党员。中央党校经济管理专业毕业。

## 生平
曾任新疆维吾尔自治区塔城地委副书记、行署专员。2008年，当选第十一届全国人民代表大会新疆地区代表。2016年1月，当选新疆维吾尔自治区十二届人大常委会副主任。2021年2月，卸任区人大常委会副主任职务。